# 號外 (雜誌)

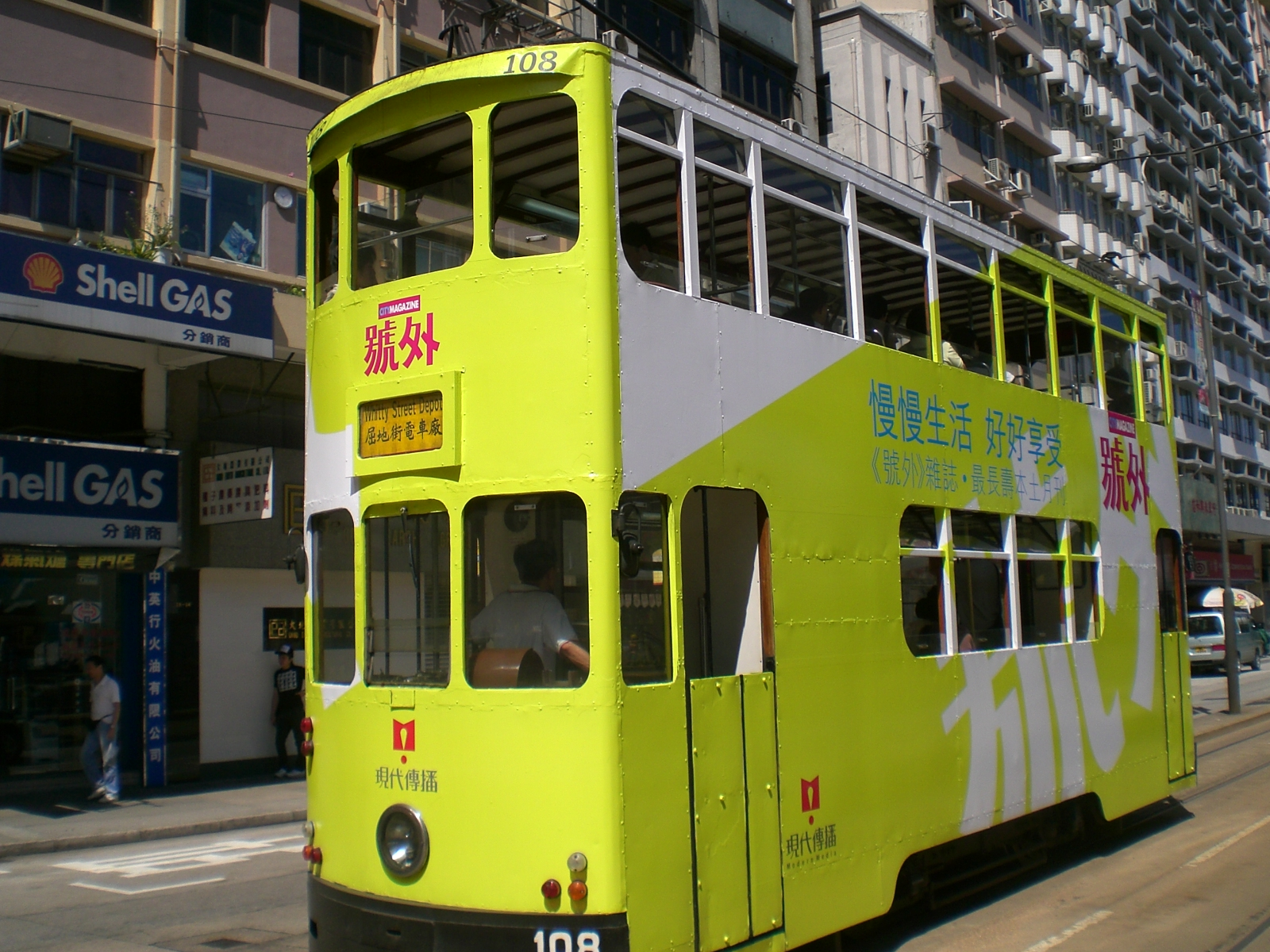
號外雜誌的戶外廣告

《號外》（英語：City Magazine），香港雜誌，1976年由陳冠中聯同丘世文、鄧小宇及胡君毅創辦的生活潮流月刊。內容圍繞時裝、餐飲、家居、建築、設計、美藝、環保、視像、音樂、閱讀、文化及藝術等範疇。雜誌印刷精美，注重視覺表現手法，雜誌比其他雜誌大（29x39cm，現為238x337mm）。主要目標讀者是中產階層，雜誌有不少奢侈品及時裝廣告。
在1980年代，《號外》曾連載一些描述美國常春藤大學的小說，由雜誌所引入的生活品味，塑造香港中產階級的共同形象，至今仍常被引用為80年代香港戰後中產階級冒起的象徵符號。踏入1990年代，大量新式雜誌湧現，各式雜誌紛紛以不同手法包裝中產生活品味，《號外》雜誌逐漸式微。
2003年10月，《號外》由广州现代传播集团收购。2012年10月，張鐵志接任主編。

## 相關連結
- 號外兒童周刊